# 장소의 이름을 딴 소행성 목록
이 문서는 장소의 이름을 딴 소행성 목록을 나열하였다.

## 아시아
- 67 Asia(아시아)
- 1157 Arabia(아라비아 반도)
- 2169 Taiwan(타이완)
- 16563 오비(오비 강)
- 27596 몰디브(몰디브)

### 한국
- 12252 광주(광주광역시)
- 31179 공주(공주시)
- 34666 보현산(보현산)

### 대만
- 145523 루린(루린 천문 관측소)

### 인도
- 78118 바라트(바라트 가느라지아)

### 일본
- 498 Tokyo(도쿄)
- 1089 타마 (타마강)
- 1090 스미다(스미다강)
- 1098 하코네(하코네)
- 1584 후지(후지산)
- 2084 오카야마(오카야마시)
- 2247 히로시마(히로시마시)

### 중국
- 1125 China(중국)

### 캄보디아
- 16770 앙코르와트(앙코르 와트)

## 아프리카
- 1193 아프리카(아프리카)

### 알제리
- 1213 알제리 (알제리)

### 케냐
- 1278 케냐(케냐)

### 우간다
- 1279 우간다(우간다)

### 소말리아
- 1430 소말리아(소말리아)

### 니제르
- 8766 니제르 (니제르)

## 극 지방
- 2404 남극 (남극)

## 가공의 장소
- 279 툴레(툴레)
- 1198 아틀란티스(아틀란티스)
- 1282 유토피아(유토피아)
- 1309 히페르보레이오이(히페르보레이오이, Hyperborea)
- 5405 네버랜드(네버랜드)
- 9500 카멜롯(카멜롯)
- 10727 아키츠시마(일본 신화에서 일본의 별명)
- 10831 타카아마하라(일본 신화에서 아마츠카미족이 사는 곳)
- 46610 베시두즈(생텍쥐페리의 '어린 왕자'에서 어린 왕자가 사는 소행성. 46610을 16진수로 변환하면 B612가 되는데 연유하여 명명됨)

## 같이 보기
- 소행성체 목록
- 사람 이름을 딴 소행성 목록